# Laurent Wetzel
 (avril 2016).
Si vous disposez d'ouvrages ou d'articles de référence ou si vous connaissez des sites web de qualité traitant du thème abordé ici, merci de compléter l'article en donnant les références utiles à sa vérifiabilité et en les liant à la section « Notes et références ».
Pour les articles homonymes, voir Wetzel.
Laurent Wetzel, né le 16 janvier 1950 à Landerneau (Finistère) et mort le 12 octobre 2021 à Clamart, est un universitaire, homme politique et essayiste français. Il est maire de Sartrouville entre 1989 et 1995.

## Biographie
Marié et père de trois enfants, Laurent Wetzel, né le 16 janvier 1950 à Landerneau (Finistère), est le fils de Jacques Wetzel, polytechnicien, ingénieur du génie maritime, actuaire agrégé et d’Hélène Durosoy, infirmière et assistante sociale. Il effectue sa scolarité au lycée du Havre, à l’école du Sacré-Cœur et au lycée Claude-Bernard à Paris (16e).
En 1969, il est reçu à l'École normale supérieure (promotion L1969), après une préparation au lycée Louis-le-Grand où il a été l’élève en français et latin d’André Lagarde.
Il participe avec Michel Leroy, Franck Lessay et Michel Prigent à un groupe de normaliens de droite.
En 1973, il est agrégé d’histoire.

### Carrière
Laurent Wetzel a été professeur d’histoire-géographie-éducation civique, de 1973 à 1986, dans plusieurs collèges et lycées franciliens. En 1977, il a été maître de conférences en histoire contemporaine à l’IEP de Paris, et, en 1985-1986, professeur d’histoire politique à Sup de Co de Paris. Il a été inspecteur d’académie-inspecteur pédagogique régional d’histoire-géographie dans les académies de Reims (1990, 1995-1998), Rouen (1998-1999), Créteil (1999-2008) et  Versailles (2008-2011).
Retraité depuis 2011 et délié de son devoir de réserve, il a publié, en 2012, aux éditions François Bourin, un livre intitulé Ils ont tué l’histoire-géo, dans lequel il dénonce l’« incompétence » et le « charabia » des hauts fonctionnaires qui dirigent le ministère de l’Éducation nationale ainsi que l’inculture du personnel politique français en matière historique, géographique et juridique.
Il a été chargé de mission au Service d’information et de diffusion du Premier ministre (1977-1978), et aux cabinets de Jean-François Deniau, ministre du Commerce extérieur, puis des Réformes administratives (1978-1981), de Gérard Longuet, ministre des Postes et Télécommunications (1986), et d’André Giraud, ministre de la Défense (1987-1988).

## Parcours politique et mandats électifs
Jeune normalien, Laurent Wetzel a adhéré au parti « Progrès et Liberté » que Jacques Soustelle avait fondé au retour de son second exil. Il appréciait en Jacques Soustelle le brillant ethnologue qui avait adhéré à la Ligue contre l'antisémitisme dès 1932, appartenu au Comité de vigilance des intellectuels antifascistes en 1935, condamné les accords de Munich au lendemain de leur signature en 1938, rallié la France Libre en juillet 1940, fondé en 1957 l'Alliance France-Israël avec le concours de Menachem Begin, et condamné les conditions dans lesquelles l'Algérie était devenue indépendante, ce qui lui avait valu d'être banni durant sept ans.
À la suite des élections municipales de 1983, Laurent Wetzel est devenu conseiller municipal d'opposition (UDF-CDS) de Sartrouville (deuxième commune du département des Yvelines). En octobre 1983, il refuse d'assister à l'inauguration d'une rue Marcel Paul en rappelant, entre autres, les agissements partisans de ce militant communiste dans le camp de Buchenwald. Il a révélé qu’en 1952 et 1953 la qualité de « déporté-résistant » avait été refusée à Marcel Paul parce qu’il avait été « arrêté pour des faits à caractère politique et non résistant » et parce qu’ « il s’était rendu coupable, au cours de sa déportation, d’activités contraires à l’esprit de la Résistance ». Cela lui a valu un déluge d’injures et un procès intenté par des associations de déportés et de résistants proches du Parti communiste.
Le 17 janvier 1985, le Tribunal de grande instance de Versailles le relaxe du grief de diffamation de la mémoire de Marcel Paul, après qu’il eut obtenu de la 17e Chambre correctionnelle du Tribunal de grande instance de Paris en décembre 1984 la condamnation de ses adversaires pour injure publique. En 1985, aux élections cantonales, Laurent Wetzel bat avec 56 % des voix le conseiller général sortant de Sartrouville, François Hilsum, membre du comité central du PCF, directeur-adjoint de L’Humanité et rédacteur en chef de L’Humanité-Dimanche. Il devient le suppléant du député de la 5e circonscription des Yvelines de 1988 à 1993.[réf. nécessaire]

### Maire de Sartrouville
Élu maire de Sartrouville en 1989 en battant Auguste Chrétienne, maire communiste depuis 30 ans, Laurent Wetzel procède, alors que tombe le Mur de Berlin, à une opération de « débolchévisation du paysage urbain de la commune ». Le Conseil municipal renomme la rue Hô Chi Minh, Maréchal-de-Lattre-de-Tassigny, la rue Karl-Marx, Alexis-de-Tocqueville, la rue Lénine, Général-de-Gaulle, la rue Marcel-Cachin, Charles-Péguy, la rue Maurice-Thorez, Robert-Schuman, la rue Benoît-Frachon, Léon-Jouhaux, la rue Paul-Vaillant-Couturier, Pierre-Brossolette, la rue Jacques-Duclos, Saint-Exupéry, la rue Marcel-Paul, D’Estienne-d’Orves, la rue Ambroise-Croizat, Claudius Petit et la rue du 19-Mars-1962, Bachaga Boualam. La salle municipale Nelson Mandela est également rebaptisée Félix Éboué,.
En mars-avril 1991, après avoir dénoncé les certificats d'hébergements et les attestations d'accueils comme vecteurs de l'immigration illégale en France et obtenu la condamnation par la 17e Chambre du Tribunal de grande instance de Paris du président de la plus importante société d'HLM française, la SCIC, pour violation de la loi antiraciste, pour avoir refusé d’attribuer un logement social à une jeune Algérienne, Laurent Wetzel affrontera les émeutes qui ont embrasé Sartrouville à la suite du meurtre d’un jeune Algérien par un jeune vigile tunisien.
Le 29 mars 1992, Laurent Wetzel est réélu conseiller général de Sartrouville avec plus de 53 % des voix contre 34 % au candidat socialiste et 12,5 % au candidat du Front national.
Aux élections législatives de mars 1993 dans la Ve circonscription des Yvelines, il est battu au second tour par Jacques Myard, maire RPR de Maisons-Laffitte. Après plusieurs mois d’instruction et d’hésitations, le Conseil constitutionnel, présidé par Robert Badinter, confirme, le 26 novembre 1993, l’élection de Jacques Myard, sur requête de Claude Guéant, directeur adjoint de cabinet de Charles Pasqua, ministre RPR de l’Intérieur,.

### Autres activités politiques
Depuis 1990, Laurent Wetzel est membre du comité directeur et du bureau de l’Association France-Israël Alliance Général-Koenig.
Aux élections municipales de 1995, Laurent Wetzel est battu par le candidat RPR Pierre Fond. Le tribunal administratif de Versailles a d'abord annulé le scrutin en raison de rumeurs jugées calomnieuses d'une hospitalisation sous contrainte au centre hospitalier Sainte-Anne de Laurent Wetzel qui ont couru dans Sartrouville et sur les ondes le 18 juin 1995. Mais le Conseil d’État a finalement confirmé l’élection de la liste RPR menée par Pierre Fond,,.
Après un rapprochement de quelques semaines avec le Front national en 1997, au siège duquel il lit que le commissaire de police de Sartrouville qui l'avait arrêté le 18 juin 1995 à la tête de la Brigade anticriminalité était un adhérent du FN, il critique vivement, le 12 décembre 1997, devant le Conseil général des Yvelines les propos tenus par Jean-Marie Le Pen à Munich devant son "ami" Franz Schönhuber, ancien membre du parti nazi et de la Waffen SS, le 5 décembre 1997.
Aux élections régionales de mars 1998, Laurent Wetzel conduit la liste Ensemble contre la corruption dans les Yvelines.
À l’automne 2013, Laurent Wetzel échoue à se faire élire au Conseil d’administration de l’Association des anciens élèves de l’École normale supérieure en raison selon lui d'une fraude destinée à le faire battre.
Le 1er mars 2017, il fait partie des membres fondateurs du Cercle InterHallier.

## Décès
Il meurt le 12 octobre 2021, à l’âge de 71 ans.

## Ouvrages
- Un internement politique sous la Ve République. Barbouzes et blouses blanches; Odilon Media, 1997  — livre dans lequel Laurent Wetzel relate l’ensemble de ses combats politiques de 1983 à 1997.
- Ils ont tué l'histoire-géo; François Bourin, 2012.
- Vingt intellectuels sous l'Occupation - Des résistants aux collabos; Monaco (éditions du Rocher), 2020.